# Fundación Álvarez Caldeyro Barcia
Fundación Álvarez Caldeyro Barcia, organización no gubernamental uruguaya. 

## Historia
Fue fundada el 17 de junio de 1999.
Dedicada al cuidado de niños recién nacidos con bajo peso y para disminuir los partos prematuros. Buscan que todas las mujeres uruguayas vivan la maternidad de forma digna, feliz y sin riesgos y que todos los niños lleguen a este mundo de la mejor manera y accedan a todos sus derechos desde el momento de su nacimiento.
Su nombre es en homenaje a  la obra de los profesores Hérmogenes Álvarez y Roberto Caldeyro Barcia, dos médicos, docentes e investigadores uruguayos, que dedicaron su vida a desarrollar y difundir la perinatología a nivel mundial.
Entre sus miembros fundadores se encuentra la política y escribana Beatriz Argimón, y la conductora y modelo Julia Möller.
Es su actual director José Luis Inciarte y su secretaria Graciela Rompani.